# Koordinatenkataster
Der Terminus Koordinatenkataster (Koka) ist in Deutschland durch eine AdV-Studie „Koordinatenkataster – Grundsätze und Aufbau“ aus dem Jahr 1985 in bestimmter Art definiert worden. Ein Koordinatenkataster ist dann realisiert, wenn alle Grenzpunkte und ausgewählte Gebäudepunkte Lagekoordinaten mit hoher Genauigkeit und Zuverlässigkeit haben und diese Koordinaten datenverarbeitungsgerecht gespeichert sind. Dieses setzt voraus, dass das zugrundeliegende Lagebezugssystem mit einer hohen absoluten Genauigkeit vorhanden ist (lokale Standardabweichung der Punktlage von max. 2 cm). Die im Koordinatenkataster angestrebte Genauigkeit von ±3 bis 5 cm lässt sich dann auch nur erreichen, wenn mit moderner Vermessungstechnik gemessen wird. Katastervermessungen, die heute mit dem SAPOS-Verfahren durchgeführt werden, führen aufgrund der hohen Genauigkeit automatisch zu Koordinaten der Koka-Qualität.
Nach den Verwaltungsvorschriften in Nordrhein-Westfalen soll z. B. für Grenz- und Gebäudepunkte eine lokale Standardabweichung der Punktlage von 3 cm erreicht werden.
Das Koordinatenkataster wurde in den neunziger Jahren des Zwanzigsten Jahrhunderts eingeführt und erst durch die moderne Instrumentenentwicklung möglich. Denn durch den Einsatz von elektronischen Tachymetern und von GPS (Echtzeitkinematik/SAPOS) konnte die Genauigkeit der Aufnahme von Vermessungs-, Grenz-, Gebäude- und sonstigen Punkte entsprechend gesteigert werden. Vor der Einführung von elektronischen Tachymetern wurden im Wesentlichen Fluchtstäbe, Messbänder, Rechtwinkelprismen und Schnurlote eingesetzt. Heutzutage ist man in der Lage, mit elektronischen Tachymetern gemessene Aufnahmen, z. B. durch Helmert-Transformation oder durch Ausgleichungsrechnung direkt an das übergeordnete Vermessungspunktfeld anzuschließen. Voraussetzung für die Realisierung des Koordinatenkatasters ist, dass auch die Punkte dieses übergeordneten Vermessungspunktfeldes (meist Aufnahmepunkte) mit Hilfe von GPS/RTK Koordinaten mit sehr hoher Genauigkeit und Zuverlässigkeit erhalten haben (lokale Standardabweichung der Punktlage von 2 cm (Verwaltungsvorschrift in Nordrhein-Westfalen)).
Das Koordinatenkataster kann nur durch örtliche Katastervermessungen für die betroffenen Flurstücke realisiert werden. So wird es noch Jahrzehnte dauern, bis Koordinatenkataster flächendeckend vorliegt. Das Koordinatenkataster bringt für Vermessungsarbeiten auf Grundstücken (Katastervermessungen, Lageplanaufnahmen, Ingenieurvermessungen) viele Vorteile, wie Vereinfachung und Beschleunigung der Vermessungsabläufe und eine höhere Genauigkeit.